# 경기도 (일제강점기)

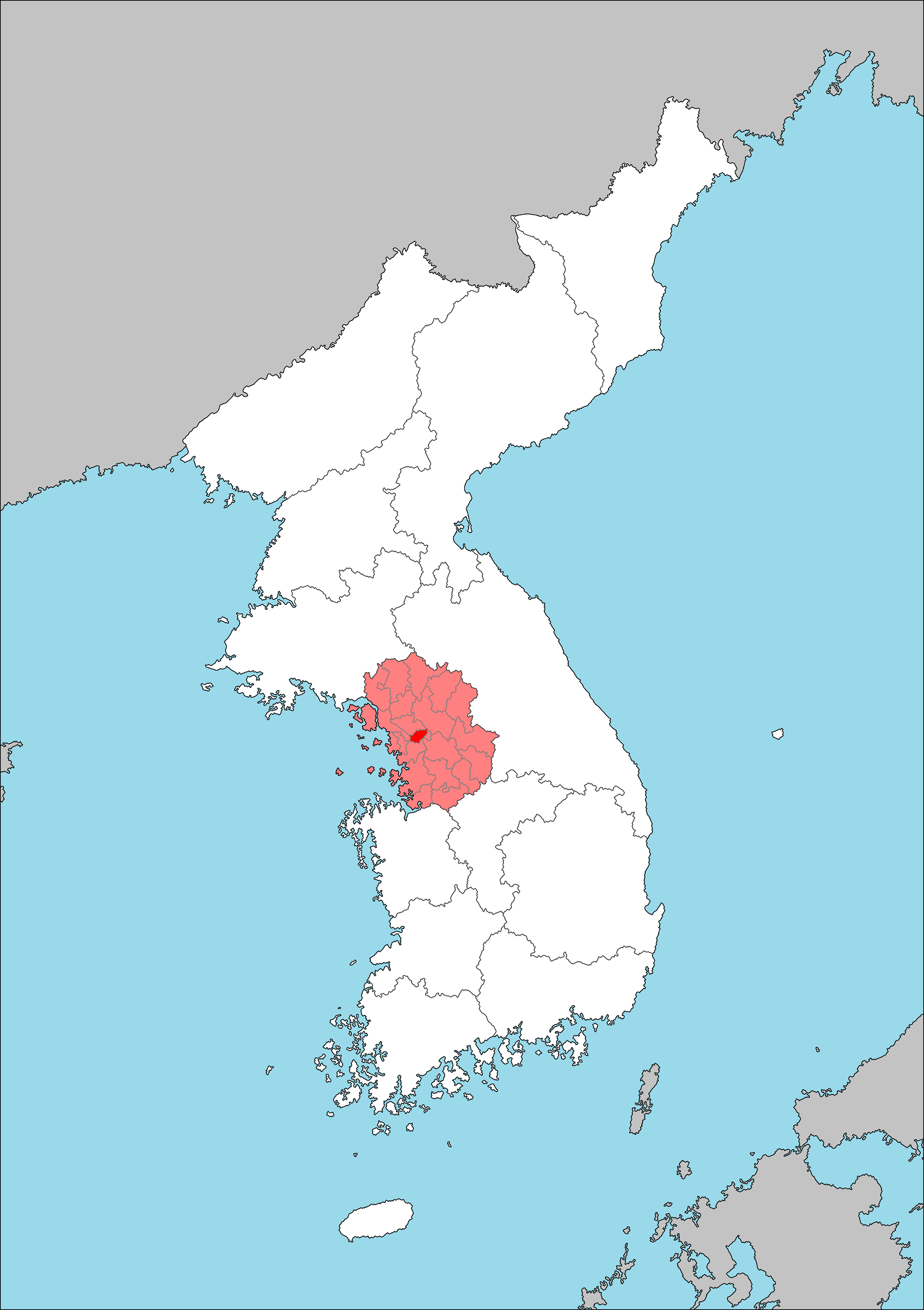
1945년의 경기도.

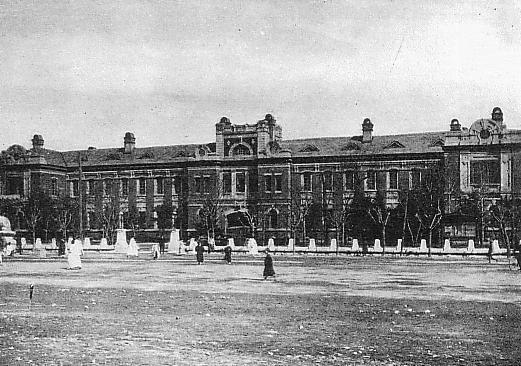
일제강점기 시대의 경기도청 청사

경기도(京畿道, 일본어: 京畿道, けいきどう 게이키도[*])는 일제강점기였던 1910년부터 1945년까지 존재했던 행정 구역 가운데 하나로 도청 소재지는 경성부이며 면적은 12,820.88km2(1940년 당시 기준), 인구는 3,092,234명(1944년 당시 기준), 인구 밀도는 241.2명/km2이다. 현재의 대한민국의 경기도와 서울특별시, 인천광역시의 대부분 지역, 조선민주주의인민공화국의 개성특별시에 걸쳐 있었으며 3개 부, 20개 군을 관할했었다.

## 인구
| 연도   | 인구        | 인구 그래프 | 비고 |
| ------ | ----------- | ----------- | ---- |
| 1925년 | 2,019,108명 |             |      |
| 1930년 | 2,157,413명 |             |      |
| 1940년 | 2,451,691명 |             |      |
| 1940년 | 2,864,389명 |             |      |
| 1944년 | 3,092,234명 |             |      |

1944년(쇼와 19년)에 실시된 인구 조사에서는 다음과 같은 인구가 분포했다.
- 전체 인구: 3,092,234명
  - 일본인: 197,929명
  - 조선인: 2,886,724명
  - 그 외의 민족: 7,581명

## 행정 구역
행정 구역은 1945년(쇼와 20년) 당시를 기준으로 한다. 가나 표기는 지방행정구역 명칭일람(1929, 쇼와 4년)을 바탕으로, ヱ와 ヰ를 쓰지 않은 역사적 가나 표기법을 사용하였다.
| 부·군  | 부·군  | 부·군                   | 구·읍·면 | 구·읍·면 | 구·읍·면 |
| 한국어 | 한자   | 일본어 독음             | 한국어 | 한자 | 일본어 독음 |
| ------ | ------ | ----------------------- | --- | --- | --- |
| 경성부 | 京城府 | ケイジヤウフ 게이조후   | - 중구 - 종로구 - 동대문구 - 성동구 - 서대문구 - 용산구 - 영등포구 - 마포구 | - 中區 - 鍾路區 - 東大門區 - 城東區 - 西大門區 - 龍山區 - 永登浦區 - 麻浦區 | - チユウク 주쿠 - シヨウロク 쇼로쿠 - トウダイモンク 도다이몬쿠 - ジヤウトウク 조토쿠 - セイダイモンク 세이다이몬쿠 - リユウザンク 류잔쿠 - エイトウホク 에이토호쿠 - マホク 마호쿠 |
| 인천부 | 仁川府 | ジンセンフ 진센후       | - | - | - |
| 개성부 | 開城府 | カイジヤウフ 가이조후   | - | - | - |
| 고양군 | 高陽郡 | コウヤウグン 고요군     | - 은평면 - 뚝도면 - 벽제면 - 신도면 - 원당면 - 지도면 - 송포면 - 중면 | - 恩平面 - 纛島面 - 碧蹄面 - 神道面 - 元堂面 - 知道面 - 松浦面 - 中面 | - オンペイメン 온페이멘 - トウトウメン 도토멘 - ヘキテイメン 헤키테이멘 - シンダウメン 신도멘 - ゲンダウメン 겐도멘 - チダウメン 지도멘 - シヨウホメン 쇼호멘 - チユウメン 주멘 |
| 광주군 | 廣州郡 | クワウシウグン 고슈군   | - 중부면 - 동부면 - 퇴촌면 - 광주면 - 초월면 - 실촌면 - 도척면 - 돌마면 - 오포면 - 낙생면 - 대왕면 - 언주면 - 중대면 - 서부면 - 구천면 - 남종면                                     | - 中部面 - 東部面 - 退村面 - 廣州面 - 草月面 - 實村面 - 都尺面 - 突馬面 - 五浦面 - 樂生面 - 大旺面 - 彥州面 - 中垈面 - 西部面 - 九川面 - 南終面                                     | - チユウブメン 주부멘 - トウブメン 도부멘 - タイソンメン 다이손멘 - コウシユウメン 고슈멘 - ソウゲツメン 소게쓰멘 - ジツソンメン 짓손멘 - トシヤクメン 도샤쿠멘 - トツバメン 도쓰바멘 - ゴホメン 고호멘 - ラクセイメン 라쿠세이멘 - タイワウメン 다이오멘 - ゲンシウメン 겐슈멘 - チユウタイメン 주타이멘 - セイブメン 세이부멘 - キウセンメン 규센멘 - ナンシユウメン 난슈멘                                                                                                 |
| 양주군 | 楊州郡 | ヤウシウグン 요슈군     | - 의정부읍 - 주내면 - 회천면 - 은현면 - 광적면 - 백석면 - 별내면 - 진접면 - 진건면 - 화도면 - 와부면 - 미금면 - 구리면 - 노해면 - 이담면 - 장흥면                                   | - 議政府邑 - 州內面 - 檜泉面 - 隱縣面 - 廣積面 - 白石面 - 別內面 - 榛接面 - 眞乾面 - 和道面 - 瓦阜面 - 渼金面 - 九里面 - 蘆海面 - 伊淡面 - 長興面                                   | - ギセイフイフ 기세이후유 - シウナイメン 슈나이멘 - クワイセンメン 가이센멘 - インケンメン 인켄멘 - クワウセキメン 고세키멘 - ハクセキメン 하쿠세키멘 - ベツナイメン 베쓰나이멘 - シンセツメン 신세쓰멘 - シンカンメン 신칸멘 - ワダウメン 와도멘 - グワフメン 가후멘 - ビキンメン 비킨멘 - キウリメン 규리멘 - ロカイメン 로카이멘 - イタンメン 이탄멘 - チヤウコウメン 조코멘                                                                                               |
| 연천군 | 漣川郡 | レンセングン 렌센군     | - 연천면 - 군남면 - 중면 - 관인면 - 삭녕면 - 서남면 - 동면 - 남면 - 적성면 - 미산면 - 왕징면 - 백학면 - 전곡면                                                                      | - 漣川面 - 郡南面 - 中面 - 官仁面 - 朔寧面 - 西南面 - 東面 - 南面 - 積城面 - 嵋山面 - 旺澄面 - 百鶴面 - 全谷面                                                                      | - レンセンメン 렌센멘 - グンナンメン 군난멘 - チユウメン 주멘 - クワンジンメン 간진멘 - サクネイメン 사쿠네이멘 - セイナンメン 세이난멘 - トウメン 도멘 - ナンメン 난멘 - セキジヤウメン 세키조멘 - ビザンメン 비잔멘 - オウチヨウメン 오초멘 - ヒヤクカクメン 햣카쿠멘 - ゼンコクメン 젠코쿠멘 |
| 포천군 | 抱川郡 | ホウセングン 호센군     | - 군내면 - 가산면 - 내촌면 - 소흘면 - 포천면 - 신북면 - 청산면 - 영중면 - 창수면 - 영북면 - 일동면 - 이동면                                                                         | - 郡內面 - 加山面 - 內村面 - 蘇屹面 - 抱川面 - 新北面 - 靑山面 - 永中面 - 蒼水面 - 永北面 - 一東面 - 二東面                                                                         | - グンナイメン 군나이멘 - カザンメン 가잔멘 - ナイソンメン 나이손멘 - ソキツメン 소키쓰멘 - ホウセンン 호센멘 - シンホクメン 신호쿠멘 - セイザンメン 세이잔멘 - エイチユウメン 에이추멘 - サウスイメン 소스이멘 - エイホクメン 에이호쿠멘 - イツトウメン 잇토멘 - ニトウメン 니토멘 |
| 가평군 | 加平郡 | カヘイグン 가헤이군     | - 가평면 - 북면 - 남면 - 외서면 - 상면 - 하면 - 설악면 | - 加平面 - 北面 - 南面 - 外西面 - 上面 - 下面 - 雪岳面 | - カヘイメン 가헤이멘 - ホクメン 호쿠멘 - ナンメン 난멘 - ガイセイメン 가이세이멘 - ジヤウメン 조멘 - カメン 가멘 - セツガクメン 세쓰가쿠멘 |
| 양평군 | 楊平郡 | ヤウヘイグン 요헤이군   | - 양평면 - 양서면 - 용문면 - 지제면 - 청운면 - 단월면 - 강상면 - 강하면 - 양동면 - 옥천면 - 서종면                                                                                  | - 楊平面 - 楊西面 - 龍門面 - 砥堤面 - 靑雲面 - 丹月面 - 江上面 - 江下面 - 楊東面 - 玉泉面 - 西宗面                                                                                  | - ヤウヘイメン 요헤이멘 - ヤウセイメン 요세이멘 - リユウモンメン 류몬멘 - シテイメン 시테이멘 - セイウンメン 세이운멘 - タンゲツメン 단게쓰멘 - カウジヤウメン 고조멘 - カウカメン 고카멘 - ヤウトウメン 요토멘 - ギヨクセンメン 교쿠센멘 - セイソウメン 세이소멘 |
| 여주군 | 驪州郡 | レイシウグン 레이슈군   | - 여주읍 - 점동면 - 가남면 - 능서면 - 흥천면 - 금사면 - 개군면 - 대신면 - 북내면 - 강천면                                                                                           | - 驪州邑 - 占東面 - 加南面 - 陵西面 - 興川面 - 金沙面 - 介軍面 - 大神面 - 北內面 - 康川面                                                                                           | - レイシウイフ 레이슈유 - セントウメン 센토멘 - カナンメン 가난멘 - リヨウサイメン 료사이멘 - コウセンメン 고센멘 - キンシヤメン 긴샤멘 - カイグンメン 가이군멘 - タイシンメン 다이신멘 - ホクナイメン 호쿠나이멘 - カウセンメン 고센멘 |
| 이천군 | 利川郡 | リセングン 리센군       | - 이천읍 - 장호원읍 - 신둔면 - 백사면 - 부발면 - 대월면 - 모가면 - 호법면 - 마장면 - 설성면 - 율면                                                                                  | - 利川邑 - 長湖院邑 - 新屯面 - 栢沙面 - 夫鉢面 - 大月面 - 暮加面 - 戶法面 - 麻長面 - 雪星面 - 栗面                                                                                  | - リセンイフ 리센유 - チヤウコインイフ 조코인유 - シントンメン 신톤멘 - ハクシヤメン 하쿠샤멘 - フハチメン 후하치멘 - タイゲツメン 다이게쓰멘 - ボカメン 보카멘 - コホフメン 고호멘 - マチヤウメン 마초멘 - セツセイメン 셋세이멘 - リツメン 리쓰멘 |
| 용인군 | 龍仁郡 | リユウジングン 류진군   | - 용인면 - 포곡면 - 모현면 - 구성면 - 수지면 - 기흥면 - 남사면 - 이동면 - 내사면 - 고삼면 - 외사면 - 원삼면                                                                         | - 龍仁面 - 蒲谷面 - 慕賢面 - 駒城面 - 水枝面 - 器興面 - 南四面 - 二東面 - 內四面 - 古三面 - 外四面 - 遠三面                                                                         | - リユウジンメン 류진멘 - ホコクメン 호코쿠멘 - ボケンメン 보켄멘 - クジヤウメン 구조멘 - スイシメン 스이시멘 - キコウメン 기코멘 - ナンシメン 난시멘 - ニトウメン 니토멘 - ナイシメン 나이시멘 - コサンメン 고산멘 - ガイシメン 가이시멘 - エンサンメン 엔산멘 |
| 안성군 | 安城郡 | アンジヤウグン 안조군   | - 안성읍 - 보개면 - 금광면 - 서운면 - 미양면 - 대덕면 - 양성면 - 공도면 - 원곡면 - 일죽면 - 이죽면 - 삼죽면                                                                         | - 安城邑 - 寶蓋面 - 金光面 - 瑞雲面 - 薇陽面 - 大德面 - 陽城面 - 孔道面 - 元谷面 - 一竹面 - 二竹面 - 三竹面                                                                         | - アンジヤウイフ 안조유 - ホウガイメン 호가이멘 - キンクワウメン 긴코멘 - ズイウンメン 즈이운멘 - ビヤウメン 비요멘 - タイトクメン 다이토쿠멘 - ヤウジヤウメン 요조멘 - コウダウメン 고도멘 - ゲンコクメン 겐코쿠멘 - イツチクメン 잇치쿠멘 - ニチクメン 니치쿠멘 - サンチクメン 산치쿠멘 |
| 평택군 | 平澤郡 | ヘイタクグン 헤이타쿠군 | - 평택읍 - 북면 - 서탄면 - 송탄면 - 고덕면 - 청북면 - 포승면 - 현덕면 - 오성면 - 팽성면                                                                                             | - 平澤邑 - 北面 - 西炭面 - 松炭面 - 古德面 - 靑北面 - 浦升面 - 玄德面 - 梧城面 - 彭城面                                                                                             | - ヘイタクイフ 헤이타쿠유 - ホクメン 호쿠멘 - セイタンメン 세이탄멘 - シヨウタンメン 쇼탄멘 - コトクメン 고토쿠멘 - セイホクメン 세이호쿠멘 - ホシヨウメン 호쇼멘 - ゲントクメン 겐토쿠멘 - ゴジヤウメン 고조멘 - バウジヤウメン 보조멘 |
| 수원군 | 水原郡 | スイゲングン 스이겐군   | - 수원읍 - 일왕면 - 태장면 - 안룡면 - 매송면 - 봉담면 - 향남면 - 양감면 - 음덕면 - 마도면 - 송산면 - 서신면 - 비봉면 - 팔탄면 - 장안면 - 우정면 - 반월면 - 정남면 - 오산면 - 동탄면 | - 水原邑 - 日旺面 - 台章面 - 安龍面 - 梅松面 - 峰潭面 - 郷南面 - 楊甘面 - 陰德面 - 麻道面 - 松山面 - 西新面 - 飛鳳面 - 八灘面 - 長安面 - 雨汀面 - 半月面 - 正南面 - 烏山面 - 東灘面 | - スイゲンイフ 스이겐유 - ニツワウメン 니쓰오멘 - ダイシヤウメン 다이쇼멘 - アンリユウメン 안류멘 - バイシヨウメン 바이쇼멘 - ホウタンメン 호탄멘 - キヤウナンメン 교난멘 - ヤウカンメン 요칸멘 - イントクメン 인토쿠멘 - マダウメン 마도멘 - シヨウザンメン 쇼잔멘 - セイシンメン 세이신멘 - ヒホウメン 히호멘 - ハツタンメン 핫탄멘 - チヤウアンメン 조안멘 - ウテイメン 우테이멘 - ハンゲツメン 한게쓰멘 - セイナンメン 세이난멘 - ウサンメン 우산멘 - トウタンメン 도탄멘 |
| 시흥군 | 始興郡 | シコウグン 시코군       | - 동면 - 서면 - 신동면 - 과천면 - 안양면 - 남면 - 수암면 - 군자면 | - 東面 - 西面 - 新東面 - 果川面 - 安養面 - 南面 - 秀岩面 - 君子面 | - トウメン 도멘 - セイメン 세이멘 - シントウメン 신토멘 - カセンメン 가센멘 - アンヤウメン 안요멘 - ナンメン 난멘 - シウガンメン 슈간멘 - クンシメン 군시멘 |
| 부천군 | 富川郡 | フウセングン 후센군     | - 소사읍 - 소래면 - 영종면 - 용유면 - 덕적면 - 계양면 - 오정면 - 북도면 - 대부면 - 영흥면                                                                                           | - 素砂邑 - 蘇萊面 - 永宗面 - 龍游面 - 德積面 - 桂陽面 - 吾丁面 - 北島面 - 大阜面 - 靈興面                                                                                           | - ソシヤイフ 소샤유 - ソライメン 소라이멘 - エイソウメン 에이소멘 - リユウイウメン 류유멘 - トクセキメン 도쿠세키멘 - ケイヤウメン 게이요멘 - ゴチヤウメン 고초멘 - ホクタウメン 호쿠토멘 - タイフメン 다이후멘 - レイコウメン 레이코멘 |
| 김포군 | 金浦郡 | キンポグン 긴포군       | - 김포면 - 검단면 - 고촌면 - 월곶면 - 대곶면 - 양촌면 - 하성면 - 양동면 - 양서면 | - 金浦面 - 黔丹面 - 高村面 - 月串面 - 大串面 - 陽村面 - 霞城面 - 陽東面 - 陽西面 | - キンポメン 긴포멘 - キンタンメン 긴탄멘 - コウソンメン 고손멘 - ゲツクワンメン 겟칸멘 - ダイクワンメン 다이칸멘 - ヤウソンメン 요손멘 - カジヤウメン 가조멘 - ヤウトウメン 요토멘 - ヤウセイメン 요세이멘 |
| 강화군 | 江華郡 | カウクワグン 고카군     | - 강화면 - 불은면 - 길상면 - 양도면 - 하점면 - 내가면 - 양사면 - 송해면 - 삼산면 - 서도면 - 교동면 - 선원면 - 하도면                                                                | - 江華面 - 佛恩面 - 吉祥面 - 良道面 - 河岾面 - 內可面 - 兩寺面 - 松海面 - 三山面 - 西島面 - 喬桐面 - 仙源面 - 下道面                                                                | - カウクワメン 고카멘 - ブツオンメン 부쓰온멘 - キツシヤウメン 깃쇼멘 - リヤウダウメン 료도멘 - カテンメン 가텐멘 - ナイカメン 나이카멘 - リヤウジメン 료지멘 - シヤウカイメン 쇼카이멘 - サンザンメン 산잔멘 - セイタウメン 세이토멘 - ケウドウメン 교도멘 - センゲンメン 센겐멘 - カダウメン 가도멘 |
| 파주군 | 坡州郡 | ハシウグン 파주군       | - 주내면 - 천현면 - 월롱면 - 광탄면 - 조리면 - 임진면 - 파평면 - 교하면 - 탄현면 - 아동면                                                                                           | - 州內面 - 泉峴面 - 月籠面 - 廣灘面 - 條里面 - 臨津面 - 坡平面 - 交河面 - 炭縣面 - 衙洞面                                                                                           | - シウナイメン 슈나이멘 - センケンメン 센켄멘 - ゲツロウメン 게쓰로멘 - クワウタンメン 고탄멘 - ジヤウリメン 조리멘 - リンシンメン 린신멘 - ハヘイメン 하헤이멘 - カウカメン 고카멘 - タンケンメン 단켄멘 - ガドウメン 가도멘 |
| 장단군 | 長湍郡 | チヤウタングン 조탄군   | - 군내면 - 장단면 - 진서면 - 소남면 - 대남면 - 강상면 - 대강면 - 장도면 - 장남면 - 진동면                                                                                           | - 郡內面 - 長湍面 - 津西面 - 小南面 - 大南面 - 江上面 - 大江面 - 長道面 - 長南面 - 津東面                                                                                           | - グンナイメン 군나이멘 - チヤウタンメン 조탄멘 - シンセイメン 신세이멘 - セウナンメン 쇼난멘 - タイナンメン 다이난멘 - カウジヤウメン 고조멘 - タイカウメン 다이코멘 - チヤウダウメン 조도멘 - チヤウナンメン 조난멘 - シントウメン 신토멘 |
| 개풍군 | 開豊郡 | カイホウグン 가이호군   | - 봉동면 - 청교면 - 남면 - 토성면 - 서면 - 북면 - 영남면 - 영북면 - 광덕면 - 대성면 - 상도면 - 흥교면 - 임한면 - 중면                                                               | - 鳳東面 - 靑郊面 - 南面 - 土城面 - 西面 - 北面 - 嶺南面 - 嶺北面 - 光德面 - 大聖面 - 上道面 - 興敎面 - 臨漢面 - 中面                                                               | - ホウトウメン 호토멘 - セイカウメン 세이코멘 - ナンメン 난멘 - ドジヤウメン 도조멘 - セイメン 세이멘 - ホクメン 호쿠멘 - レイナンメン 레이난멘 - レイホクメン 레이호쿠멘 - クワウトクメン 고토쿠멘 - タイセイメン 다이세이멘 - ジヤウダウメン 조도멘 - コウケウメン 고쿄멘 - リンカンメン 린칸멘 - チユウメン 주멘 |

## 역대 도지사
| 호적   | 이름              | 한자 표기   | 취임             | 퇴임             | 비고                            |
| ------ | ----------------- | ----------- | ---------------- | ---------------- | ------------------------------- |
| 내지인 | 히가키 나오스케   | 檜垣 直右   | 1910년 10월 1일  | 1916년 3월 28일  | 경기도장관                      |
| 내지인 | 마쓰나가 다케키치 | 松永 武吉   | 1916년 3월 28일  | 1919년 9월 26일  | 장관, 1919년 8월부터 경기도지사 |
| 내지인 | 구도 에이이치     | 工藤 英一   | 1919년 9월 26일  | 1923년 2월 24일  |                                 |
| 내지인 | 도키자네 아키호   | 時實 秋穗   | 1923년 2월 24일  | 1926년 3월 8일   |                                 |
| 내지인 | 요네다 진타로     | 米田 甚太郞 | 1926년 3월 8일   | 1929년 1월 21일  |                                 |
| 내지인 | 와타나베 시노부   | 渡邊 忍     | 1929년 1월 21일  | 1931년 9월 23일  |                                 |
| 내지인 | 마쓰모토 마코토   | 松本 誠     | 1931년 9월 23일  | 1934년 11월 5일  |                                 |
| 내지인 | 도미나가 후미카즈 | 富永 文一   | 1934년 11월 5일  | 1936년 5월 21일  |                                 |
| 내지인 | 야스이 세이치로   | 安井 誠一郞 | 1936년 5월 21일  | 1936년 10월 16일 |                                 |
| 내지인 | 유노무라 다쓰지로 | 湯村 辰二郎 | 1936년 10월 16일 | 1937년 7월 3일   |                                 |
| 내지인 | 간자 요시쿠니     | 甘蔗 義邦   | 1937년 7월 3일   | 1940년 5월 30일  |                                 |
| 내지인 | 스즈카와 도시오   | 鈴川 壽男   | 1940년 5월 30일  | 1941년 11월 19일 |                                 |
| 내지인 | 마쓰자와 다쓰오   | 松沢 龍雄   | 1941년 11월 19일 | 1942년 4월 7일   |                                 |
| 내지인 | 단게 이쿠타로     | 丹下 郁太郎 | 1942년 4월 7일   | 1942년 6월 2일   |                                 |
| 내지인 | 고 야스히코       | 高 安彦     | 1942년 6월 2일   | 1943년 12월 1일  |                                 |
| 내지인 | 세토 미치카즈     | 瀬戸 道一   | 1943년 12월 1일  | 1945년 6월 16일  |                                 |
| 내지인 | 이쿠타 세이자부로 | 生田 清三郎 | 1945년 6월 16일  | 1945년 8월 15일  | 광복                            |

## 같이 보기
- 경기도
- 한국의 행정 구역